# Williams megye (Észak-Dakota)
Williams megye az Amerikai Egyesült Államokban, azon belül Észak-Dakota államban található. Megyeszékhelye és legnagyobb városa Williston. Lakosainak száma 40 950 fő (2020. április 1.). Williams megye Divide, Burke, Mountrail, McKenzie, Roosevelt, Sheridan és Richland megyékkel határos.

## Népesség
A megye népességének változása:
| Lakosok száma | 22 574 | 24 388 | 26 744 | 29 595 | 35 294 | 40 950 |
|               | 2010   | 2011   | 2012   | 2013   | 2015   | 2020   |